# Liste des cavités naturelles les plus longues de la Haute-Vienne

Département de la Haute-Vienne.

La liste des cavités naturelles les plus longues du département de la Haute-Vienne recense sous la forme d'un tableau, les cavités souterraines naturelles connues, dont le développement est supérieur ou égal à cinq mètres.
La communauté spéléologique considère qu'une cavité souterraine naturelle n'existe vraiment qu'à partir du moment où elle est « inventée » c'est-à-dire découverte (ou redécouverte), inventoriée, topographiée et publiée. Bien sûr, la réalité physique d'une cavité naturelle est la plupart du temps bien antérieure à sa découverte par l'homme ; cependant tant qu'elle n'est pas explorée, mesurée et révélée, la cavité naturelle n'appartient pas au domaine de la connaissance partagée.
La liste spéléométrique des plus longues cavités naturelles de la Haute-Vienne (≥ 5 m) est  actualisée fin 2018.
La plus longue cavité répertoriée dans le département de la Haute-Vienne est la grotte de la Roche Fada à Compreignac (cf. ligne 1 du tableau ci-dessous).

## Répartition géographique
| \| Limoges Bellac Rochechouart \| Répartition géographique des cavités naturelles de la Haute-Vienne. |
| Limoges Bellac Rochechouart                                                                           |

## Haute-Vienne (France)

### Cavités de développement supérieur ou égal à5m
4 cavités sont recensées au 31-12-2018.
| Réf. | Cavités (autres noms)    | Communes                | Massifs ou zones géographiques | Coordonnées (WGS 84)        | Développement (en mètres) | Dénivelée (en mètres) | Sources ou références     | Mises à jour |
| ---- | ------------------------ | ----------------------- | ------------------------------ | --------------------------- | ------------------------- | --------------------- | ------------------------- | ------------ |
| 1    | Grotte de la Roche Fada  | Compreignac             |                                |                             | +0 00024, m               | +0000, m              | Spéléométrie de la France | 2000-00      |
| 2    | Grotte du Moulin de Lage | Saint-Léger-la-Montagne |                                |                             | +0 00015, m               | +0000, m              | Spéléométrie de la France | 2000-00      |
| 3    | Cro de Jovi              | Château-Chervix         |                                |                             | +00 0008, m               | +0000, m              | Spéléométrie de la France | 2000-00      |
| 4    | Grotte des Fées          | Châteauponsac           | Vallée de la Gartempe          | 46° 07′ 43″ N, 1° 13′ 21″ E | +00 0005, m               | +0000, m              |                           | 2000-00      |